# Tournoi de tennis de Meerbusch
Le Tennis Open Stadtwerke Meerbusch est un tournoi international de tennis masculin du circuit professionnel Challenger. Il a lieu tous les ans au mois d'août à Meerbusch, en Allemagne. Il a été créé en 2013 et se joue sur terre battue en extérieur.

## Palmarès messieurs

### Simple
| Année | Vainqueur                              | Finaliste                              | Score                                  |
| ----- | -------------------------------------- | -------------------------------------- | -------------------------------------- |
| 2013  | Jan Hájek                              | Jesse Huta Galung                      | 6-3, 6-4                               |
| 2014  | Jozef Kovalík                          | Andrey Kuznetsov                       | 6-1, 6-4                               |
| 2015  | Andreas Haider-Maurer                  | Carlos Berlocq                         | 6-2, 6-4                               |
| 2016  | Florian Mayer                          | Maximilian Marterer                    | 7-64, 6-2                              |
| 2017  | Ricardo Ojeda Lara                     | Andreas Haider-Maurer                  | 6-4, 6-3                               |
| 2018  | Filip Horanský                         | Jan Choinski                           | 67-7, 6-3, 6-3                         |
| 2019  | Pedro Sousa                            | Pedja Krstin                           | 7-64, 4-6, 6-3                         |
| 2020  | Édition annulée (pandémie de Covid-19) | Édition annulée (pandémie de Covid-19) | Édition annulée (pandémie de Covid-19) |
| 2021  | Tomás Barrios Vera                     | Juan Manuel Cerúndolo                  | 7-67, 6-3                              |
| 2022  | Bernabé Zapata Miralles                | Dennis Novak                           | 6-1, 6-2                               |
| 2023  | Jan Choinski                           | Camilo Ugo Carabelli                   | 6-4, 6-0                               |

### Double
| Année | Vainqueurs                             | Finalistes                             | Score                                  |
| ----- | -------------------------------------- | -------------------------------------- | -------------------------------------- |
| 2013  | Rameez Junaid Frank Moser              | Dustin Brown Philipp Marx              | 6-3, 7-64                              |
| 2014  | Matthias Bachinger Dominik Meffert     | Gong Maoxin Peng Hsien-yin             | 6-3, 3-6, [10-6]                       |
| 2015  | Dustin Brown Rameez Junaid             | Wesley Koolhof Matwé Middelkoop        | 6-4, 7-5                               |
| 2016  | Mikhail Elgin Andrei Vasilevski        | Sander Gillé Joran Vliegen             | 7-66, 6-4                              |
| 2017  | Kevin Krawietz Andreas Mies            | Dustin Brown Antonio Šančić            | 6-1, 7-65                              |
| 2018  | David Pérez Sanz Mark Vervoort         | Grzegorz Panfil Volodymyr Uzhylovskyi  | 3-6, 6-4, [10-7]                       |
| 2019  | Andre Begemann Florin Mergea           | Sriram Balaji Vishnu Vardhan           | 7-61, 64-7, [10-3]                     |
| 2020  | Édition annulée (pandémie de Covid-19) | Édition annulée (pandémie de Covid-19) | Édition annulée (pandémie de Covid-19) |
| 2021  | Szymon Walków Jan Zieliński            | Dustin Brown Robin Haase               | 6-3, 6-1                               |
| 2022  | David Pel Szymon Walków                | Neil Oberleitner Philipp Oswald        | 7-5, 6-1                               |
| 2023  | Manuel Guinard Grégoire Jacq           | Fernando Romboli Marcelo Zormann       | 7-5, 7-63                              |